# Năm 0 (chính trị)
Thuật ngữ Năm 0 (tiếng Khmer: ឆ្នាំសូន្យ, Chhnăm Sony [cʰnam soːn]), là một ý tưởng được Pol Pot đưa vào thực hiện ở Campuchia Dân chủ rằng mọi văn hóa và truyền thống trong một xã hội phải bị phá hủy hoặc loại bỏ hoàn toàn và một nền văn hóa cách mạng mới phải thay thế nó từ đầu. Theo nghĩa này, toàn bộ lịch sử của một quốc gia hoặc một dân tộc trước Năm Không sẽ phần lớn được coi là không liên quan, vì lý tưởng nhất là nó sẽ bị thanh trừng và thay thế từ đầu.
John Pilger, Year Zero: The Silent Death of Cambodia (1979)
Ngày đầu tiên của "Năm số Không" được Angkar và Khmer Đỏ tuyên bố vào ngày 17 tháng 4 năm 1975 khi họ tiếp quản Campuchia để đánh dấu sự tái sinh của lịch sử Campuchia. Sử dụng thuật ngữ này như một phép loại suy với "Năm thứ nhất" của Lịch Cách mạng Pháp, Năm số Không thực sự là một nỗ lực của Khmer Đỏ theo lệnh của Angkar nhằm xóa bỏ lịch sử và thiết lập lại xã hội Campuchia, xóa bỏ mọi dấu tích của quá khứ.

## Ý tưởng và bối cảnh
PPol Pot và Khmer Đỏ, phần lớn là những người cộng sản được đào tạo ở Pháp, lấy cảm hứng từ khái niệm "Năm thứ nhất" trong Lịch Cách mạng Pháp. "Năm thứ nhất" của Pháp xuất hiện trong cuộc Cách mạng Pháp khi sau khi chế độ quân chủ Pháp bị bãi bỏ vào ngày 20 tháng 9 năm 1792, Công ước quốc gia đã thiết lập một lịch mới và tuyên bố ngày đó là ngày bắt đầu Năm thứ nhất.

Tại Campuchia Dân chủ, những người được gọi là Dân trí mới và các thành viên của các chính phủ cũ, đặc biệt là những người độc thân và bị xử tử trong các cuộc thanh trừng đi kèm với năm 0.

## Năm 0 của Cambodia
Năm 1975, lực lượng Khmer Đỏ chiếm Phnom Penh, thủ đô của Campuchia, và sau đó đổi tên đất nước thành Kampuchea Dân chủ. Sau khi nắm quyền, Năm số Không đã được ban hành.
Với hy vọng biến đất nước thành một xứ sở nông nghiệp lý tưởng, nhà lãnh đạo cộng sản Pol Pot đã lên kế hoạch tái thiết đất nước thành một xã hội tiền công nghiệp, không giai cấp bằng cách cố gắng biến tất cả công dân thành những công nhân nông nghiệp nông thôn thay vì những cư dân thành thị có học thức, những người mà Pot và chế độ của ông ta tin rằng đã bị các ý tưởng tư bản phương Tây làm cho tha hóa. Ông ta tuyên bố rằng đất nước sẽ bắt đầu lại từ "Năm số không", và mọi thứ tồn tại trước Năm số không sẽ bị xóa bỏ. Nói cách khác, đây sẽ là một cuộc thiết lập lại hoàn toàn và triệt để (hoặc thậm chí là thanh lọc) xã hội Campuchia. Ông ta cô lập người dân của mình khỏi cộng đồng toàn cầu; thành lập các tập thể nông thôn; phá hủy cấu trúc xã hội và cơ sở hạ tầng của Campuchia; và bắt đầu dọn sạch các thành phố, cũng như xóa bỏ tiền bạc (do đó cũng phá hủy các ngân hàng), tài sản tư nhân, gia đình và tôn giáo.
Để xây dựng xã hội Campuchia mới, cư dân của các thành phố bị bỏ hoang đã bị đưa đến các trại lao động. Người dân Phnom Penh, nói riêng, đã bị buộc phải ngay lập tức "trở về làng" để làm việc. Các cuộc di tản tương tự đã xảy ra tại Battambang, Kampong Cham, Siem Reap, Kampong Thom, cùng nhiều nơi khác.
Kiến thức về bất cứ điều gì trước Năm Không đều bị cấm. Để đảm bảo rằng không có ký ức nào được ghi lại về một xã hội trước Năm Không, sách đã bị đốt. Việc đeo kính cũng bị coi là phạm pháp, vì nó chỉ ra rằng người đeo có thể thường xuyên đọc sách. Ở Campuchia Dân chủ, lối sống duy nhất được chấp nhận là lối sống của những người nông dân làm nông nghiệp. Hàng thế kỷ văn hóa và thể chế Campuchia đã bị xóa bỏ - đóng cửa các nhà máy, bệnh viện, trường học và trường đại học - cùng với bất kỳ ai bày tỏ sự quan tâm đến việc bảo tồn chúng. Cái gọi là Người mới - thành viên của chính phủ cũ và trí thức nói chung, bao gồm luật sư, bác sĩ, giáo viên, kỹ sư, giáo sĩ và các chuyên gia có trình độ trong mọi lĩnh vực - được cho là mối đe dọa đối với chế độ mới và do đó đặc biệt bị chỉ trích và hành quyết trong các cuộc thanh trừng đi kèm với Năm Không.
Việc Khmer Đỏ tiếp quản đất nước nhanh chóng được tiếp nối bằng một loạt các chính sách phi công nghiệp hóa mang tính cách mạng mạnh mẽ dẫn đến số người chết vượt xa thời kỳ Khủng bố của Pháp.